# 亨克·滕卡特
亨克·滕卡特（荷蘭語：Henk ten Cate，1954年12月9日—），是一名荷兰足球教练。

## 球员生涯
滕卡特在业余球队雷登开始足球生涯，之后获得职业球队前進伊高斯的合同。1979年，24岁的滕卡特代表前進伊高斯出场，首次亮相职业联赛，他在1979-80赛季荷兰足球甲级联赛出场27次，打进4球。他的精彩表现赢得参加北美足球联赛的加拿大球队埃德蒙顿钻孔机的注意，并在1980年下半年租借至钻孔机队。
滕卡特为钻孔机出场21次，进球5个，之后回归前進伊高斯，但他的球队的地位并不稳固，于是在1981年夏季被租借到荷兰足球乙级联赛球队特斯达一个赛季。他在那里成为球队的核心球员。一个赛季后滕卡特回归前進伊高斯，1985年他转会加盟荷華高斯，一年后宣布退役。

## 教练生涯
退役后，滕卡特回到前進伊高斯，担任球队教练弗里茨·科尔巴赫的助手。1990年科尔巴赫在联赛进行中离开球队转投海伦芬，滕卡特临危受命，成为前進伊高斯的主教练。滕卡特率领球队获得荷乙联赛升级附加赛的参赛资格，在附加赛中，前進伊高斯和科尔巴赫执教的海伦芬同分，但由于净胜球的原因，海伦芬获得了升级到荷甲联赛的机会。赛季结束后，滕卡特离开前進伊高斯，来到他效力过的另一支球队赫拉克勒斯，担任亨克·范·布鲁塞尔的助理教练。1990年11月，布鲁塞尔因健康原因无法继续执教球队，滕卡特成为球队主帅。他在赫拉克勒斯执教到1992年，球队决定不再和他续约，于是他回到最早效力过的业余球队雷登，担任球队的主教练。
1993年，前進伊高斯宣布再次聘请滕卡特担任球队主教练，以取代出走格拉夫夏普的扬·维斯雷恩。在第一个赛季，滕卡特做得出色，但在第二个赛季，即1994/95赛季，前進伊高斯的成绩一落千丈，冬歇期时掉落到荷乙联赛榜尾，滕卡特也因此被球队解雇。他的下一站是荷甲球队鹿特丹斯巴达，他率领球队获得1995/95赛季荷甲联赛第六名，并进入荷兰杯决赛，但在决赛中2比5不敌荷兰足球三强之一的PSV埃因霍温，屈居亚军。
1997/98赛季冬歇期，滕卡特离开鹿特丹斯巴达，转投另一支荷甲球队维特斯。他率队在该赛季获得维特斯的俱乐部历史最好成绩——联赛季军，而且球队积分及进球数也是历史最高的。但在1998/99赛季开始，维特斯的成绩低迷，滕卡特也因此引咎辞职，前往德国球队乌丁根执教，但没有获得成功，在1999年3月再次被解雇。1999/00赛季，滕卡特执教匈牙利的MTK布达佩斯，在这里，他收获教练生涯的首个冠军头衔：匈牙利杯冠军，此外他还率领球队获得匈牙利足球甲级联赛的亚军。之后他回到荷兰，执教荷甲球队布雷达。2003年夏季，在率队获得2003/04赛季欧洲联盟杯的参赛资格后，滕卡特接受里杰卡尔德的邀请，成为西班牙足球甲级联赛球队巴塞罗那的助理教练。他辅助里杰卡尔德获得2次西甲联赛冠军和1个欧洲冠军联赛冠军头衔。
2006年，滕卡特回到荷兰，接替，担任阿贾克斯主教练，阿贾克斯最终在05/06赛季和PSV埃因霍温同分，但由于净胜球的劣势屈居亚军，但他还是率队收获了2006年和2007年荷兰超级杯、2007年荷兰杯冠军。

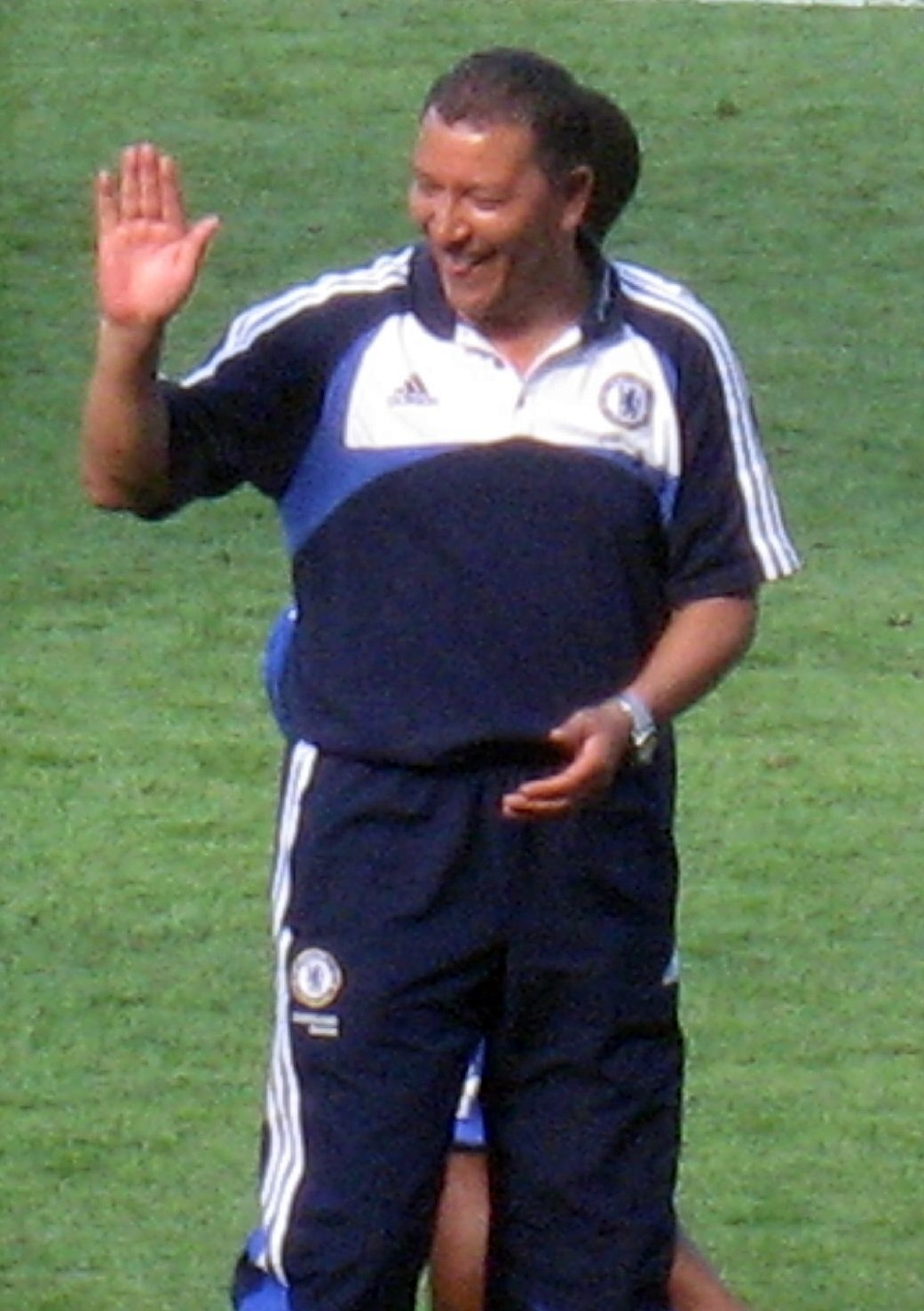
滕卡特担任切尔西助理教练

2007年10月8日，阿贾克斯在官方网站宣布他们已经和英格兰超级联赛球队切尔西达成协议，滕卡特转投切尔西，担任的助手。 10月11日，切尔西正式宣布滕卡特加盟。 他辅助切尔西获得2007/08赛季欧洲冠军联赛亚军。在决赛后的访谈中，他表达了对球队的科特迪瓦前锋被红牌罚下的失望之情，德罗巴若非被罚下，将会在冠军联赛决赛的点球大战中主罚最重要的第五个点球，而如果他打进这个点球，切尔西将可以首获冠军联赛冠军。 格兰特在2008年5月24日被切尔西解雇，虽然切尔西官方在5月27日告诉滕卡特格兰特的解约不会影响到他的地位，但仅仅两天后，滕卡特也被切尔西解约。
2008年6月13日，滕卡特和希腊足球超级联赛球队帕纳辛奈科斯签约两年。 他率领帕纳辛奈科斯在2008/09赛季欧洲冠军联赛小组出线进入淘汰赛，但在第一轮淘汰赛中输给西甲球队比利亞雷阿爾。但在联赛球队只获得第三名，透过附加赛获得2009/10赛季欧洲冠军联赛的参赛资格。在希腊的第二个赛季，他率队在联赛的前11轮比赛中取得9胜2平的成绩，是1996年以来帕纳辛奈科斯的最佳开局。但滕卡特的用人却遭到当地媒体和球迷的批评，在帕纳辛奈科斯输给死敌后，球队的董事会决定解雇滕卡特。
2010年2月6日，滕卡特前往亚洲发展，和阿联酋足球甲级联赛球队阿爾阿里签订六个月的执教合同。但仅仅过了一个月，在亚足联冠军联赛0比5惨败给后，滕卡特被解雇。2010年4月，滕卡特取代法国人杰拉德·吉利，成为卡塔尔足球联赛球队乌姆沙拉尔的主教练。他在乌姆沙拉尔一直执教到2011年2月7日，之后他又被杰拉德·吉利所取代。
2012年1月5日，中国足球超级联赛球队山东鲁能泰山正式宣布滕卡特担任球队的主教练。 但在2012赛季，山东鲁能泰山的表现不佳，排名长期位于联赛积分榜下半区。9月6日，山东鲁能泰山官方宣布滕卡特离开球队，吴金贵成为球队的代理主教练。
2013年4月4日，滕卡特回到鹿特丹斯巴达，担任球队代理主教练至赛季结束。

## 荣誉
- MTK布达佩斯
  - 匈牙利杯：1999–2000

- 阿贾克斯
  - 荷兰超级杯：2005–06, 2006–07
  - 荷兰杯：2006–07

## 个人
滕卡特的外婆出生于中国广东省，在很小的时候随其父母移居到南美洲荷属圭亚那，因此滕卡特拥有1/8的中国血统。